# Metal Gear (jeu vidéo)
 (mars 2017).
Si vous disposez d'ouvrages ou d'articles de référence ou si vous connaissez des sites web de qualité traitant du thème abordé ici, merci de compléter l'article en donnant les références utiles à sa vérifiabilité et en les liant à la section « Notes et références ».
Cet article concerne le jeu vidéo Metal Gear. Pour la série, voir Metal Gear (série). Pour la machine, voir Metal Gear (arme).
Metal Gear (メタルギア, Metaru Gia) est un jeu vidéo d'action-infiltration conçu par Hideo Kojima, développé et édité par Konami sur MSX2 en 1987. Le jeu est adapté sur NES en 1987 et sur Commodore 64 et DOS en 1990.
Considéré comme un précurseur du genre infiltration, le jeu marque les débuts de la série Metal Gear, l'une des plus appréciés et des plus anciennes de l'histoire du jeu vidéo. Une suite directe, Metal Gear 2: Solid Snake, est sorti en 1990 sur MSX2 tandis qu'un épisode non-canonique, Snake's Revenge, sortait la même année sur NES.

## Synopsis
En 1995, un groupe de mercenaires provoque une crise en Afrique du Sud en érigeant une place forte, la forteresse « Outer Heaven ». D'après le renseignement, Outer Heaven abrite le développement d'une nouvelle arme qui pourrait menacer l'équilibre des forces de dissuasion nucléaire. L'unité des forces spéciales Fox Hound est chargée d'intervenir afin de trouver des informations sur cette arme. Son meilleur agent, Gray Fox est envoyé en mission d'infiltration à Outer Heaven mais tout contact est rompu après un dernier message : « Metal Gear... ». Fox Hound fait appel à une nouvelle recrue, Solid Snake, pour enquêter sur la disparition de Gray Fox et la mystérieuse arme.

## Système de jeu
Le joueur incarne Solid Snake qui doit progresser dans la base en évitant de se faire repérer par les ennemis qui patrouillent. L'environnement est visualisé de dessus, en vue de trois quarts, et se déploie par plans fixes successifs (sans scrolling). Les déplacements du personnage sont limités à quatre directions. L'aire de jeu est importante, comprenant trois bâtiments divisés en deux ou trois étages (accessibles via des ascenseurs) et séparés par deux étendues désertiques. La progression est relativement ouverte et non-linéaire, obligeant à quelques allées et venues (le personnage peut revenir sur ses pas et des raccourcis secrets ont été aménagés).

### Mode infiltration et mode alerte
De un à quatre ennemis patrouillent dans chaque zone, en suivant toujours le même parcours. Le personnage est repéré s'il entre dans l'axe visuel de l'ennemi. Il peut progresser à couvert en se dissimulant derrière les éléments du décor (mur, caisses, véhicule, etc) et en profitant que l'ennemi lui tourne le dos (ou soit de profil). Les ennemis peuvent être éliminés de manière furtive en les frappant au poing ou en utilisant un pistolet avec silencieux. Le gameplay est suffisamment permissif pour permettre de tuer l'ennemi à l'angle d'un mur sans être repéré. Une ration ou des munitions sont parfois délivrées après avoir éliminé un ennemi de façon furtive.
Quand le personnage se fait repérer, le mode « alerte » est déclenché et les ennemis passent à l'offensive. Il existe deux niveaux d'alerte, symbolisés par le nombre de point d'exclamation qui apparaît en phylactère au-dessus de la tête des ennemis. Dans le cas d'un signe unique (« ! »), seuls les ennemis de la zone attaquent Snake, qui peut leur échapper en les éliminant ou en changeant simplement de secteur. Avec deux signes (« !! »), des renforts extérieurs s'ajoutent aux gardes de la zone et poursuivent le héros jusque dans les zones voisines. Snake peut aussi être confondu par des systèmes de surveillance (caméras mobiles, détecteurs infrarouges) ou s'il fait feu avec une arme non-équipée d'un silencieux (soit la quasi-totalité de son arsenal) à proximité d'ennemis.
Outre les gardes de base, des pièges mortels (trappes, sol électrifié, gaz toxique, rouleaux), des ennemis aux propriétés spéciales (ennemis volants, chiens, scorpions, etc) et des boss se dressent en chemin.

### Équipement
Au début de la mission, Snake a juste ses cigarettes de marque Lucky Strike en poche. Le reste de l'équipement doit être retrouvé sur place en explorant les environnements. Le personnage dispose de deux inventaires : un pour les armes, un autre pour les objets. L'armement comprend un pistolet Beretta qui peut être équipé d'un silencieux, une mitraillette, des mines, des missiles téléguidés Nikita, un lance-roquettes et un lance-grenades. Les munitions sont en quantité limitée. Compte tenu du système de jeu, la plupart des armes se pré-destinent à être utilisées contre les ennemis spéciaux (ou une fois entré en mode alerte).
L'équipement comprend des accessoires variés, digne des films d'espionnage : les jumelles, qui permettent de visualiser les décors concomitant à l'écran de jeu, le masque à gaz, qui protège des gaz toxiques qui inondent certains zones, des lunettes de vision thermique qui détectent les rayons infrarouges des alarmes, des explosifs C4, notamment utiles pour exploser les murs friables du décor, le détecteur de mines et le gilet pare-balles. Il y a également la fameuse boîte en carton, sous laquelle Snake peut se dissimuler. Divers objets spéciaux doivent aussi être retrouvés pour espérer passer des difficultés particulières (antenne, bouteille d'oxygène, antidote, combinaison anti-explosion, parachute, lampe torche, boussole et uniforme militaire). Les cartes magnétiques, indispensables à l'ouverture des portes (il en existe huit différentes), les rations, qui restaurent la jauge de vie et les munitions sont les objets les plus communs.
Le « transcepteur » est un moyen de communication à distance avec un écran dédié qui affiche les dialogues de Snake et de son interlocuteur en mode texte. Certaines communications se déclenchent automatiquement mais d'autres peuvent être initiées par le joueur afin d'obtenir des indices sur les sous-objectifs de mission et des informations complémentaires sur l'intrigue. Outre le commandant Big Boss, trois autres protagonistes peuvent être appelés (à condition d'avoir au préalable obtenu leurs fréquences), chacune ayant des domaines de compétence particulier (équipement, lieu, etc). Le procédé sera repris dans tous les épisodes suivants (où il est aussi connu sous le nom de « Codec » ).

## Univers

### Résumé de l'histoire

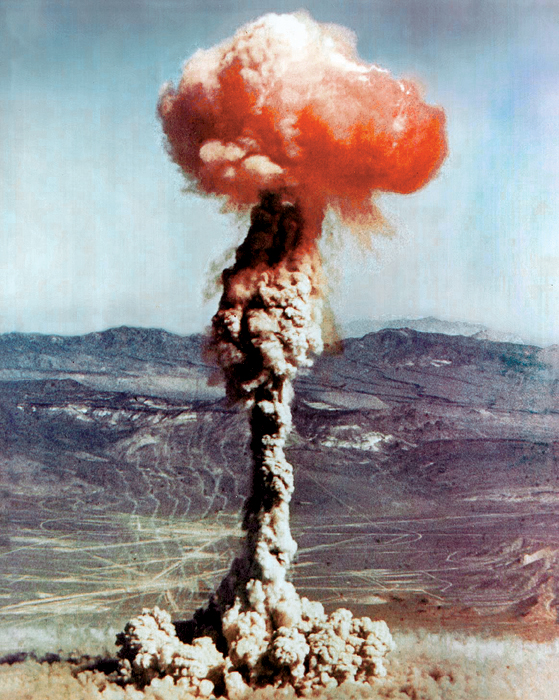
La menace nucléaire est un thème central de la série Metal Gear. Photo d'une explosion atomique dans le Nevada en 1951.

En 1995, les pays de l'Ouest soupçonnent Outer Heaven, une place forte située à 200 kilomètres de Garzburg, au cœur de l'Afrique du Sud, de mettre au point une arme de destruction massive. L'unité de forces spéciales de l'armée américaine Fox Hound est appelée à clarifier la situation. Big Boss, le commandant en chef de Fox Hound, envoie le meilleur membre de l'unité, Gray Fox, sur place. Quelques jours plus tard, Gray Fox est déclaré perdu au front après avoir envoyé un dernier message : « Metal Gear... ». La nouvelle recrue de l'unité Fox Hound, Solid Snake, est à son tour infiltré à Outer Heaven.
La mission de Solid Snake, « Operation Intrude N313 », consiste à délivrer Gray Fox et à neutraliser la menace. Snake pénètre dans la forteresse et entre en contact avec des membres de la résistance locale - Kyle Schneider, Diane et Jennifer - qui lui fourniront de précieux renseignements tout au long de la mission. Après s'être fait capturer, Snake s'échappe et délivre Gray Fox qui lui rapporte des informations inquiétantes sur le Metal Gear : le TX-55 est un prototype de tank bipède capable de lancer une attaque nucléaire de n'importe quel endroit à la surface de la Terre. Avec cette arme, Outer Heaven est en mesure d'établir une supériorité militaire sur le monde. Snake retrouve le concepteur du Metal Gear, Drago Pettrovich Madnar, et sa fille, Ellen, également prise en otage pour forcer son père à poursuivre le projet. Le scientifique lui révèle l'emplacement du Metal Gear et le moyen de le détruire.
Snake s'enfonce au cœur d'Outer Heaven, faisant face à des mercenaires et des pièges toujours plus dangereux. Au fur et à mesure de l'avancée, l'opposition en devient suspecte, comme si Snake était doublé. Les indications de Big Boss s'avèrent également de moins en moins fiables... Snake perd tout contact avec Kyle Schneider, tombé dans une embuscade. Il parvient à rejoindre le centre de recherche et développement du Metal Gear, situé au centième sous-sol de la base souterraine. Suivant les conseils du scientifique, Snake détruit l'imposant Metal Gear. Soudain, le système d'auto-destruction de la base d'Outer Heaven s'enclenche. Alors qu'il se précipite vers la sortie, Snake se retrouve face à son commandant, Big Boss, qui lui révèle être l'instigateur de Outer Heaven et du projet Metal Gear : « Je pensais t'utiliser pour berner le reste du monde... Mais tu as été le meilleur. Tu es allé beaucoup trop loin. Solid Snake ! Je n'irai pas en enfer tout seul ! Je t'y emmène avec moi ! ». Alors que le compte à rebours s'égraine, les deux hommes engagent un combat à mort. Solid Snake défait le « Mercenaire Légendaire » et s'enfuit de la base juste avant son explosion.
Après le générique de fin, le joueur apprend que Big Boss a survécu aux évènements.

### Personnages
- Solid Snake
- Big Boss
- Gray Fox
- Kyle Schneider
- Dianne
- Jennifer (et son frère Steeve)
- Drago Pettrovich Madnar
- Ellen Pettrovich Madnar

## Développement
Metal Gear est le premier concept original imaginé par Hideo Kojima, un jeune créateur japonais travaillant dans la « division MSX » de Konami depuis 1986. Après avoir œuvré comme assistant sur Penguin Adventure (1986), Kojima se voit chargé de concevoir un jeu d'action militaire. Les restrictions techniques du MSX2 vont l'amener à imaginer ce concept de jeu alternatif, basé sur la notion de fuite plutôt que sur le combat, et qui ne requiert pas l'affichage d'un grand nombre d'ennemis à l'écran.
- Game design : Hideo Kojima
- Programmation : Hiroyuki Fukui (principal), Tomonori Otsuka, Koji Toyohara
- Graphismes : Masami Tabata, Azusa Fujimoto
- Effets sonores : Iku Mizutani (principal), Shigehiro Takenouchi, Motoaki Furukawa

La version NES a été adaptée par Yoshihiro Sugimoto, Masahiro Ueno (programmation), Conpagno Ogikubo (graphismes) et Kazuki Muraoka (effets sonores). La version Commodore 64 par Mike Stewart, Nathan Nifco (programmation), Michael Bailey Smith, Tom Singleton, Athena Baxevanakis (graphismes) et Krisjan Hatlelid (musiques). La version DOS par Charles Ernst.

## Accueil
Metal Gear reçoit un très bon accueil lors de sa sortie sur MSX2. La version NES quant à elle reçoit un accueil plus mitigé.[réf. nécessaire]

## Musique
La bande-son comprend neuf musiques. Elles sont disponibles dans la compilation Metal Gear Metal Gear 2: Music Collection (1998). Certains morceaux sont également proposés en versions réarrangés dans la compilation Metal Gear >> Solid Snake: Music Compilation of Hideo Kojima / Red Disc (1998).
1. Operation Intrude N313
2. Theme of Tara
3. -!- Red Alert
4. Sneaking Mission
5. Mercenary
6. TX-55 Metal Gear
7. Escape - Beyond Big Boss -
8. Return of Fox Hounder
9. Just Another Dead Soldier

## Versions
Metal Gear est développé sur MSX2, une gamme d'ordinateur personnel surtout répandue au Japon et en Europe. Le jeu sort le 7 juillet 1987 au Japon et en septembre 1987 en Europe et se voit adapté quelques mois plus tard sur la console Nintendo Entertainment System (le 22 décembre 1987 au Japon et en juin 1988 aux États-Unis). Le portage n'a pas été supervisé par Hideo Kojima et présente plusieurs modifications notables. La version NES s'est écoulée à plus d'un million d'exemplaires aux États-Unis. Elle a servi de bases aux adaptations sur Commodore 64 et compatible PC (DOS), commercialisées en 1990 en Europe et aux États-Unis. Une version Amiga fut également annoncée mais elle n'a jamais été commercialisée.
En 2004, la version NES est proposé en bonus dans la version japonaise de Metal Gear Solid: The Twin Snakes sur GameCube. La version MSX2 est réédité la même année sur téléphone mobile au Japon et est proposé avec sa suite, Metal Gear 2: Solid Snake, dans Metal Gear Solid 3: Subsistence, sorti en 2005 sur PlayStation 2. Cette version est sortie à l'international et a été traduite en français. Elle implémente un niveau de difficulté « facile », l'objet bonus « bandana » (munitions infinies) et un mode « boss survival ».